# Lijst van voetbalinterlands Mexico - Tsjechië
Deze lijst van voetbalinterlands is een overzicht van alle officiële voetbalwedstrijden tussen de nationale teams van Mexico en Tsjechië. De landen speelden tot op heden een keer tegen elkaar: een vriendschappelijke wedstrijd op 8 februari 2000 in Hongkong.

## Wedstrijden
| № | Plaats   | Datum           | Competitie        | Wedstrijd         | Uitslag |
| - | -------- | --------------- | ----------------- | ----------------- | ------- |
| 1 | Hongkong | 8 februari 2000 | Vriendschappelijk | Mexico – Tsjechië | 1 – 2   |

## Samenvatting
| Competitie        | Totaal gespeeld | Winst Mexico | Gelijk | Winst Tsjechië | Doelsaldo Mexico – Tsjechië |
| ----------------- | --------------- | ------------ | ------ | -------------- | --------------------------- |
| Vriendschappelijk | 1               | 0            | 0      | 1              | 1 − 2                       |
| Totaal            | 1               | 0            | 0      | 1              | 1 − 2                       |

## Details

### Eerste ontmoeting
| Vriendschappelijk (Hongkong, 8 februari 2000): |       |                                        |
| Mexico | 1 – 2 | Tsjechië                               |
| Miguel Zepeda 80' (pen.) | goals | 50' Michal Kolomazník 55' Pavel Verbíř |
| - Debuut van Radek Černý (Slavia Praag), Stanislav Vlček (Sigma Olomouc), Marek Jankulovski (Banik Ostrava), Michal Kolomazník (FK Teplice), Erich Brabec (FK Drnovice) en Marek Kincl (FK Viktoria Žižkov) voor Tsjechië. |       |                                        |